# Bois-Grenier
Pour les articles homonymes, voir Bois (homonymie), Bois (communes) et Grenier (homonymie).
Bois-Grenier est une commune française, située dans le département du Nord et la région Hauts-de-France. Bois-Grenier faisait partie de la communauté de communes de Weppes, en Flandre française, qui a choisi de rejoindre la Métropole Européenne de Lille en 2017.

## Géographie

### Localisation
Bois-Grenier se situe dans le pays des Weppes en Flandre romane, au sud d'Armentières, à la limite du département du Pas-de-Calais.
| Erquinghem-Lys |              | La Chapelle-d'Armentières |
| Fleurbaix      | Bois-Grenier | Ennetières-en-Weppes      |
|                | Le Maisnil   | Radinghem-en-Weppes       |

### Hydrographie

#### Réseau hydrographique
La commune est située dans le bassin Artois-Picardie. Elle est drainée par la rivière Des Layes, le Courant des Breux et divers autres petits cours d'eau,.
La Rivière des Layes, d'une longueur de 26 km, prend sa source dans la commune de Herlies et se jette  dans la Vieille lys d'armentières à Armentières, après avoir traversé onze communes. 

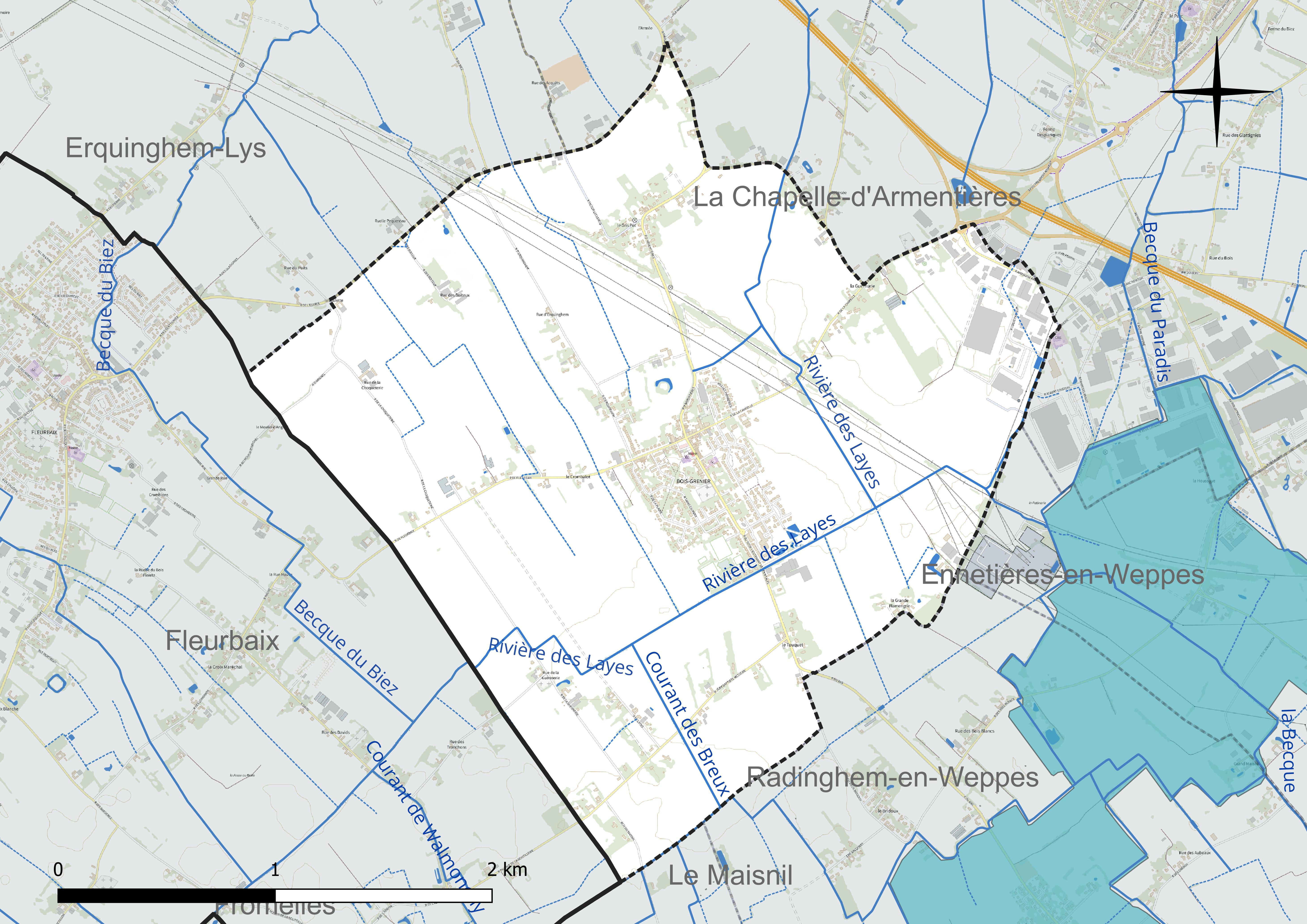
Réseau hydrographique de Bois-Grenier.

#### Gestion et qualité des eaux
Le territoire communal est couvert par le schéma d'aménagement et de gestion des eaux (SAGE) « Lys ». Ce document de planification concerne un territoire de 1 835 km2 de superficie, délimité par le bassin versant de la Lys. Le périmètre a été arrêté le 29 mai 1995 et le SAGE proprement dit a été approuvé le 6 août 2010, puis révisé le 20 septembre 2019. La structure porteuse de l'élaboration et de la mise en œuvre est le syndicat mixte pour l'élaboration du SAGE de la Lys (SYMSAGEL). 
La qualité des cours d'eau peut être consultée sur un site dédié géré par les agences de l'eau et l'Agence française pour la biodiversité. 

### Climat
Pour des articles plus généraux, voir Climat des Hauts-de-France et Climat du Nord.
En 2010, le climat de la commune est de type climat océanique dégradé des plaines du Centre et du Nord, selon une étude du CNRS s'appuyant sur une série de données couvrant la période 1971-2000. En 2020, Météo-France publie une typologie des climats de la France métropolitaine dans laquelle la commune est exposée à un climat océanique et est dans la région climatique  Nord-est du bassin Parisien, caractérisée par un ensoleillement médiocre, une pluviométrie moyenne régulièrement répartie au cours de l'année et un hiver froid (3 °C). 
Pour la période 1971-2000, la température annuelle moyenne est de 10,6 °C, avec une amplitude thermique annuelle de 14 °C. Le cumul annuel moyen de précipitations est de 700 mm, avec 11,9 jours de précipitations en janvier et 9,3 jours en juillet. Pour la période 1991-2020, la température moyenne annuelle observée sur la station météorologique la plus proche, située sur la commune de Lesquin à 18 km à vol d'oiseau, est de 11,3 °C et le cumul annuel moyen de précipitations est de 740,0 mm,. Pour l'avenir, les paramètres climatiques de la commune estimés pour 2050 selon différents scénarios d'émission de gaz à effet de serre sont consultables sur un site dédié publié par Météo-France en novembre 2022.

## Urbanisme

### Typologie
Au 1er janvier 2024, Bois-Grenier est catégorisée bourg rural, selon la nouvelle grille communale de densité à sept niveaux définie par l'Insee en 2022.
Elle appartient à l'unité urbaine de Béthune, une agglomération inter-départementale regroupant 94  communes, dont elle est une commune de la banlieue,,. Par ailleurs la commune fait partie de l'aire d'attraction de Lille (partie française), dont elle est une commune de la couronne,. Cette aire, qui regroupe 201 communes, est catégorisée dans les aires de 700 000 habitants ou plus (hors Paris),.

### Occupation des sols
L'occupation des sols de la commune, telle qu'elle ressort de la base de données européenne d'occupation biophysique des sols Corine Land Cover (CLC), est marquée par l'importance des territoires agricoles (89,3 % en 2018), en diminution par rapport à 1990 (94,9 %). La répartition détaillée en 2018 est la suivante : 
terres arables (85,4 %), zones urbanisées (7 %), zones agricoles hétérogènes (3,9 %), zones industrielles ou commerciales et réseaux de communication (3,7 %). L'évolution de l'occupation des sols de la commune et de ses infrastructures peut être observée sur les différentes représentations cartographiques du territoire : la carte de Cassini (XVIIIe siècle), la carte d'état-major (1820-1866) et les cartes ou photos aériennes de l'IGN pour la période actuelle (1950 à aujourd'hui).

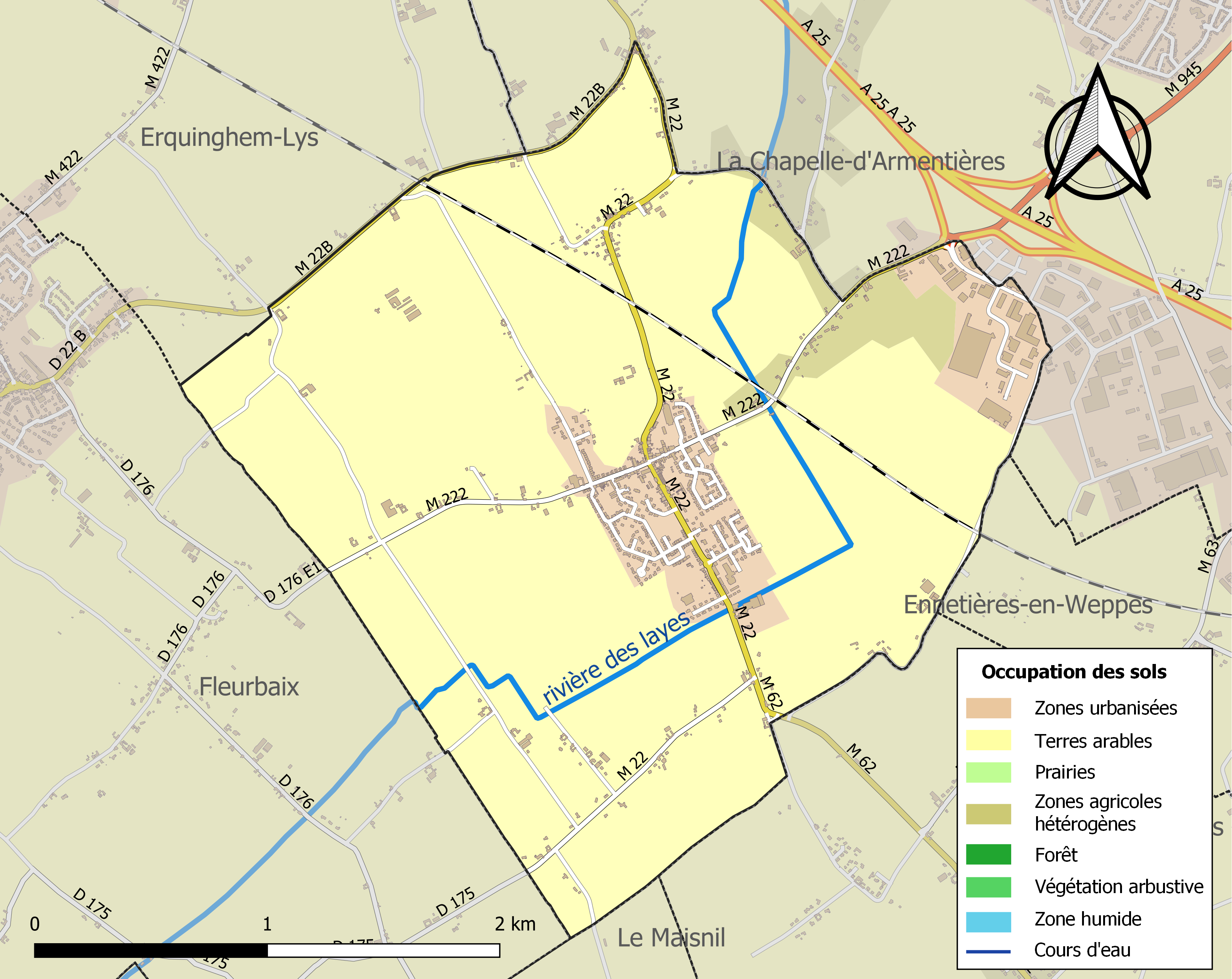
Carte des infrastructures et de l'occupation des sols de la commune en 2018 (CLC).

### Voies de communication et transports
La commune est desservie, en 2023, par les lignes 65 et 236 ainsi que par les lignes de transport à la demande 22R, 25R, 65R et 74R du réseau Ilévia.

## Toponymie
L'origine du nom provient du latin boscus ou du germanique bosk signifiant « bois » ainsi que de l'anthroponyme ou synonyme de grincheux Grenier ou grignieux.

## Histoire
Bois-Grenier est un ancien hameau d'Armentières et d'Erquinghem-Lys, dont les habitants se rassemblaient déjà autour d'une petite chapelle (La Chapelle Grenier) qui allait devenir le berceau de la future paroisse et commune.
Bois-Grenier est le siège d'une seigneurie avant la Révolution française.
En juillet 1529, sont délivrées à Gand des lettres d'anoblissement pour Jean Domessent, lettres enregistrées le 4 août 1530. Jean Domessent était seigneur de Boisgrenier. Il a servi le roi Philippe (Philippe II d'Espagne), sous le seigneur de Molembois, a été rewart (responsable de la police), mayeur et échevin de Lille, puis second lieutenant de la gouvernance de cette ville. Son père a été premier lieutenant de la dite gouvernance pendant 28 à 30 ans, a eu sa maison et cense (ferme) de La Haye à Wavrin, démolie par des gens de guerre, a exposé plusieurs fois sa vie pour tenir le peuple en obéissance pendant la minorité de l'empereur (Charles Quint) sans avoir été récompensé de ses services. Son grand-père Louis Domessent a été secrétaire ordinaire et greffier du grand conseil du duc Philippe (duc de Bourgogne Philippe le Bon) en 1437, et ensuite nommé maître des comptes à Lille en 1448. Les trois ont toujours été tenus pour nobles. Jean Domessent a laissé deux fils morts sans postérité : Jean, écuyer, seigneur de Boisgrenier, mort avant son frère Antoine, écuyer, seigneur de Boisgrenier et de Gontières, échevin, conseiller pensionnaire de la ville de Lille, mort le 23 novembre 1598. Les Domessent anoblis avaient pour armes "De sable à la face ondée d'argent, accompagnée en chef de trois merlettes de même fasce".
En 1615, la seigneurie de Bois-Grenier est détenue par Antoine de Warennes. Antoine de Warennes, écuyer, seigneur de Bois-Grenier, est fait chevalier par lettres données à Bruxelles le 10 août 1615. Sa famille est de noble génération  et au service de ses souverains : son frère Pierre de Warennes est mort au siège d'Ostende, son père Claude de Warennes est mort d'une blessure reçue au service de sa majesté catholique (le roi d'Espagne), son arrière-grand-père Antoine de Warennes a été maître d'hôtel de la reine de Hongrie.
Au XVIIe siècle, François-Eustache Taviel du Molinel (1651-1723), chevalier, est seigneur du Moulinel, de Bois-Grenier, de Bourghelles. Il nait le 31 janvier 1651. Fils de Jean Taviel, marchand, bourgeois de Lille, receveur des Bleuets (orphelinat sur Lille), échevin de Lille, et de Marie-Anne Van Daele, il débute en tant que négociant, devient bourgeois de Lille le 16 février 1677 et achète en 1704 la seigneurie du Molinel à Antoine-François de la Cornhuze, puis devient seigneur de Bois-Grenier. Le 21 juin 1698, il est créé substitut du procureur du roi près le bureau des finances de la généralité de Lille et le reste jusqu'en 1724. L'exercice de cette charge pendant plus de 20 ans lui vaut l'anoblissement. Il meurt à Lille le 30 janvier 1723, à 72 ans. Il épouse Catherine de la Haye, fille de Pierre de la Haye et de Charlotte de Lobel,.
Catherine Taviel (1684-1761), fille de François-Eustache, est dame de (les hommes sont seigneur de , les femmes sont dame de) Bois-Grenier. Elle nait à Lille en avril 1684 (baptisée le 10 avril 1684) et meurt à Lille le 23 février 1761, à 76 ans, est enterrée dans la chapelle Saint-Nicolas de l'église Saint-Maurice de Lille. Elle épouse à Lille le 22 juin 1724 Pierre Wielens (1688-1768), seigneur de Neufville, fils de Pierre et de Marie-Anne Huglo.Né à Lille en novembre 1688 (baptisé le 1er novembre 1688), il devient négociant et syndic de la chambre de commerce de Lille, accède à la bourgeoisie de Lille le 24 juillet 1724, meurt le 5 mai 1768, à 79 ans, est enterré à côté de sa femme.
Bois-Grenier a été érigé en commune par la loi du 29 juin 1854.

### Situation administrative

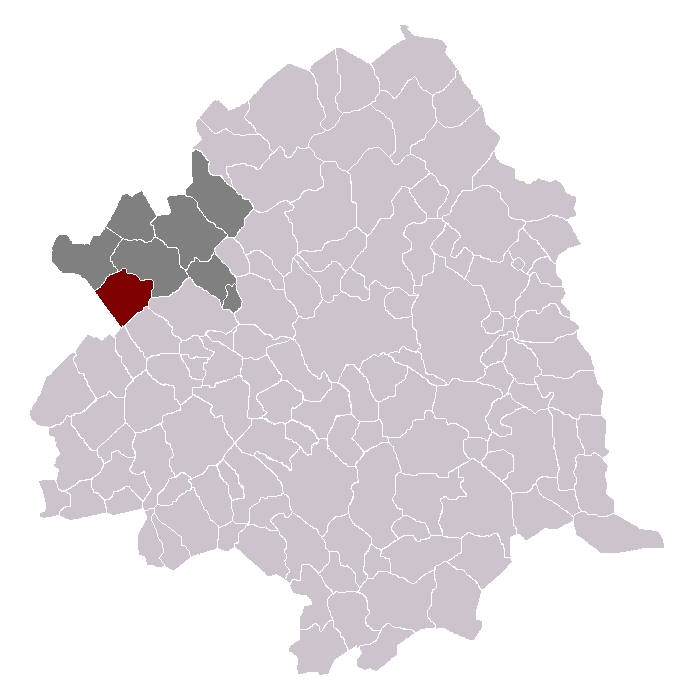
Bois-Grenier dans son canton et son arrondissement.

## Politique et administration

### Liste des maires
| Période                                  | Période   | Identité                       | Étiquette | Qualité |
| ---------------------------------------- | --------- | ------------------------------ | --------- | ------- |
| 1854                                     | 1888      | Jean-Baptiste Fortunat Messean |           |         |
| 1888                                     | 1925      | Gustave Wattel                 |           |         |
| 1925                                     | 1953      | Albert Lescaillet              |           |         |
| 1953                                     | 1965      | Jean-Baptiste Désiré Parsy     |           |         |
| 1965                                     | 1977      | Albert Lescaillet              |           |         |
| 1977                                     | mars 2001 | Gérard Charlet                 |           |         |
| mars 2001                                | 2026      | Michel Delepaul                | DVD       |         |
| Les données manquantes sont à compléter. |           |                                |           |         |

### Instances judiciaires et administratives
La commune relève du tribunal d'instance de Lille, du tribunal de grande instance de Lille, de la cour d'appel de Douai, du tribunal pour enfants de Lille, du tribunal de commerce de Tourcoing, du tribunal administratif de Lille et de la cour administrative d'appel de Douai.

## Population et société

### Démographie

#### Évolution démographique
L'évolution du nombre d'habitants est connue à travers les recensements de la population effectués dans la commune depuis 1856. Pour les communes de moins de 10 000 habitants, une enquête de recensement portant sur toute la population est réalisée tous les cinq ans, les populations de référence des années intermédiaires étant quant à elles estimées par interpolation ou extrapolation. Pour la commune, le premier recensement exhaustif entrant dans le cadre du nouveau dispositif a été réalisé en 2005.

En 2022, la commune comptait 1 784 habitants, en évolution de +11,29 % par rapport à 2016 (Nord : +0,51 %, France hors Mayotte : +2,11 %).
| 1856  | 1861  | 1866  | 1872  | 1876  | 1881  | 1886  | 1891  | 1896  |
| ----- | ----- | ----- | ----- | ----- | ----- | ----- | ----- | ----- |
| 1 152 | 1 194 | 1 198 | 1 186 | 1 291 | 1 225 | 1 235 | 1 189 | 1 153 |

| 1901  | 1906  | 1911  | 1921 | 1926 | 1931 | 1936 | 1946 | 1954 |
| ----- | ----- | ----- | ---- | ---- | ---- | ---- | ---- | ---- |
| 1 218 | 1 231 | 1 229 | 585  | 718  | 689  | 708  | 723  | 683  |

| 1962 | 1968 | 1975  | 1982  | 1990  | 1999  | 2005  | 2006  | 2010  |
| ---- | ---- | ----- | ----- | ----- | ----- | ----- | ----- | ----- |
| 655  | 751  | 1 004 | 1 218 | 1 356 | 1 450 | 1 417 | 1 405 | 1 521 |

| 2015  | 2020  | 2022  | - | - | - | - | - | - |
| ----- | ----- | ----- | - | - | - | - | - | - |
| 1 589 | 1 802 | 1 784 | - | - | - | - | - | - |

#### Pyramide des âges
La population de la commune est relativement jeune.
En 2018, le taux de personnes d'un âge inférieur à 30 ans s'élève à 36,5 %, soit en dessous de la moyenne départementale (39,5 %). À l'inverse, le taux de personnes d'âge supérieur à 60 ans est de 24,1 % la même année, alors qu'il est de 22,5 % au niveau départemental.
En 2018, la commune comptait 832 hommes pour 843 femmes, soit un taux de 50,33 % de femmes, légèrement inférieur au taux départemental (51,77 %).
Les pyramides des âges de la commune et du département s'établissent comme suit.
| Hommes | Classe d’âge | Femmes |
| ------ | ------------ | ------ |
| 0,6    | 90 ou +      | 1,0    |
| 6,4    | 75-89 ans    | 9,2    |
| 16,3   | 60-74 ans    | 14,7   |
| 21,8   | 45-59 ans    | 19,8   |
| 17,2   | 30-44 ans    | 19,8   |
| 16,9   | 15-29 ans    | 14,7   |
| 20,8   | 0-14 ans     | 20,6   |

| Hommes | Classe d’âge | Femmes |
| ------ | ------------ | ------ |
| 0,5    | 90 ou +      | 1,4    |
| 5,3    | 75-89 ans    | 8,1    |
| 14,8   | 60-74 ans    | 16,2   |
| 19,1   | 45-59 ans    | 18,4   |
| 19,5   | 30-44 ans    | 18,7   |
| 20,7   | 15-29 ans    | 19,1   |
| 20,2   | 0-14 ans     | 18     |

### Enseignement
Bois-Grenier fait partie de l'académie de Lille.

## Culture et patrimoine

### Lieux et monuments
- Notre-Dame des Sept Douleurs : l'église d'origine sera reconstruite au XIXe par Charles Leroy, architecte lillois de la cathédrale Notre-Dame de la Treille. Cette église sera détruite durant la Grande Guerre en 1914 pour être reconstruite par la suite dans l'état où nous la connaissons actuellement.
- Chapelle de la ferme de la toulette. Construction de 1880 dédiée à Notre-Dame des Sept Douleurs. Elle était utilisée pour le folklore de la fête des Rogation[18].
- Mairie. Construite en 1922 à la suite de la destruction complète du village après la Première Guerre mondiale. Elle possède un clocheton en forme d'obélisque qui coiffe le toit d'ardoise[18].

### Héraldique
|  | Les armes de Bois-Grenier se blasonnent ainsi : « écartelé ; au 1er quartier : d'or, au lion de sable, à la bande componée d'argent et de gueules brochant sur le tout ; au 2e : d'argent, à une fleur de lys de gueules, accompagnée en chef d'un soleil d'or à dextre et d'une lune en décours du même à senestre ; au 3e : d'azur, à une chapelle d'argent avec flèche ; au 4e : de gueules, au lion d'argent armé et lampassé d'or. » |

## Pour approfondir